# Church of the Province of Rwanda
Die Church of the Province of Rwanda ist eine Mitgliedskirche der Anglikanischen Gemeinschaft. Sie nennt sich selbst auch L’Eglise Episcopal au Rwanda, also Episkopalkirche von Ruanda. 1992 erlangte die Church of the Province of Burundi ihre Unabhängigkeit von der ruandischen Kirche. Heute vereinigt sie in sich etwa 180.000 Gläubige. Sie verteilen sich auf elf Diözesen (Butare, Byumba, Cyangugu, Gahini, Kibungo, Kigali, Kigeme, Shyira, Shyogwe), an deren Spitze seit 1980 als Primas der Erzbischof von Ruanda steht.
Die Kirche ist Mitglied des Ökumenischen Rates der Kirchen (ÖRK) und der All Africa Conference of Churches (AACC).
Die Kirche von Ruanda erhielt bereits 1965 ihren ersten einheimischen Bischof und bildete zu dieser Zeit noch mit Uganda eine gemeinsame Kirchenprovinz, von der sie sich jedoch im Mai 1980 abspaltete. Die Diözesen der Provinz umfassen durchschnittlich 40 Gemeinden.
| Diözese  | Staat             | Bischof              |
| -------- | ----------------- | -------------------- |
| Butare   | Ruanda, Butare    | Nathan Gasatura      |
| Byumba   | Ruanda, Byumba    | Emmanuel Ngendahayo  |
| Cyangugu | Ruanda, Cyangugu  | Geoffrey Rwubusisi   |
| Gahini   | Ruanda, Gahini    | Alexis Bilindabagabo |
| Gasabo   | Ruanda, Gasabo    | Onesphore Rwaje      |
| Kibungo  | Ruanda, Kibungo   | Josias Sendegeya     |
| Kigali   | Ruanda, Kigali    | Louis Muvunyi        |
| Kigeme   | Ruanda, Gikongoro | Augustin Mvunabandi  |
| Kivu     | Ruanda, Gisenyi   | Augustin Ahimana     |
| Shyira   | Ruanda, Ruhengeri | Laurent Mbanda       |
| Shyogwe  | Ruanda, Gitarama  | Jered Kalimba        |

## Erzbischof von Ruanda
- Augustin Nshamihigo, 1992–1998
- Emmanuel Kolini, 1998–2011
- Onesphore Rwaje, 2011–2018
- Laurent Mbanda, 2018–...